# 藤咲なな
藤咲 なな（ふじさき なな、11月9日 - ）は、日本のタレント、モデル。

## 来歴
東京都出身。アキバ系アイドルとして、日本のメイド黎明期の2005年、テレビドラマ『電車男』第1話の冒頭部メイド喫茶シーンに登場し、『出没!アド街ック天国』、『カートゥンKAT-TUN』などのバラエティ番組にゲスト出演。
2006年 - 2012年、ファッションブランド、『HANGRY&ANGRY』のイメージモデルを務める。
その他、SNS、ライバー、インスタグラマーとして活動中。

## 活動

### テレビドラマ
- 『電車男』 2005年7月出演[3]
- 『ハンチョウ〜神南署安積班〜』 2010年08月出演

### 舞台
- 『どくりんご』 2009年10月
- 『Wingless-無翼の天使は地を駆ける-』2008年11月

### テレビ番組・動画
- 『出没!アド街ック天国』出演
- 『不思議の国のアリス』(小倉優子と共演）ゲスト出演
- CSレギュラー番組『ぴなメイドの時間』 司会者出演
- 『カートゥンKAT-TUN』 (KAT-TUNと共演) ゲスト出演
- 『ねねとジュリナの部屋』 司会者出演 [4]

### 広告
- 『HANGRY&ANGRY』 イメージモデル 2006年 - 2012年[5][6]
- 『アルテス ワン ショップ』のWebモデル
- 開運商品広告モデル

### ファッション・ショー
- 『HANGRY＆ANGRY』ファッションショー 2006年 -
- 着物を着る会 2013年
- 『Artist showcase＆Fashion show＆Dance showcase＆DJ ...』 2013年
- 『TokyoFashionCollection』2013年
- 『ESTACION』2013年
- 『Color-iPetCollection』2013年